# Hermanos Collyer

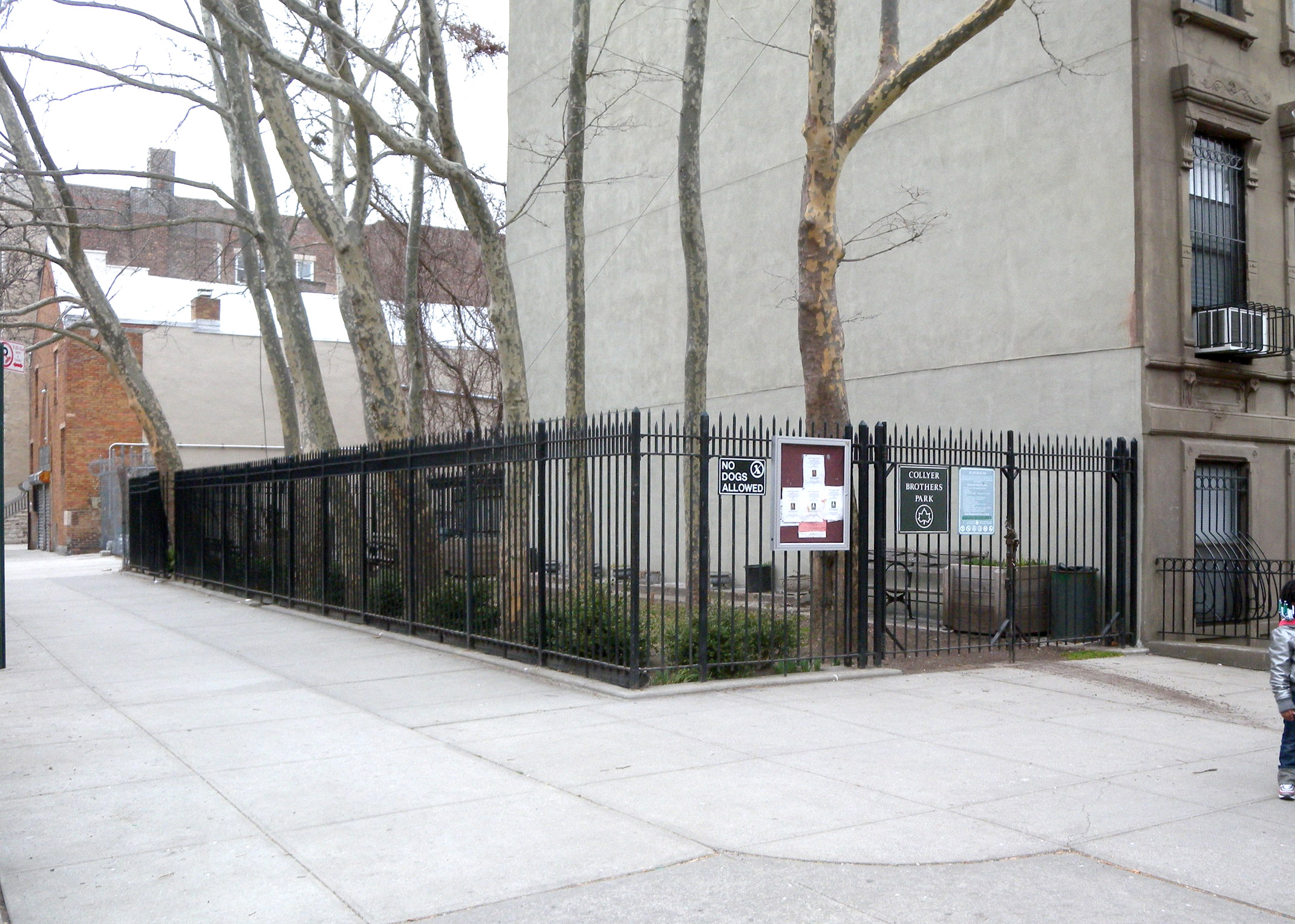
Parque dedicado a los Hermanos Collyer, en Nueva York.

Los hermanos Collyer, Homer y Langley, fueron dos hermanos estadounidenses que se hicieron famosos por su carácter excéntrico y el acaparamiento compulsivo de objetos desechados. 
Nacieron y vivieron en Nueva York desde finales del siglo XIX hasta mediados de la década de los 40 del siglo XX. Hijos de una familia acomodada que hundía sus raíces en los primitivos colonos ingleses que llegaron a las costas del este de los actuales Estados Unidos, recibieron una sólida formación universitaria (derecho e ingeniería) y no se les conoció ocupación alguna, pues las rentas que heredaron les permitieron vivir sin apuros económicos durante el resto de sus vidas.

## Historia
Los hermanos Collyer, acumuladores compulsivos, llegaron a juntar casi 200 toneladas de diverso material en su casa de 4 pisos en el cruce entre la Quinta Avenida y la calle 128 en Harlem, Manhattan.
Cuando la policía entró el 21 de marzo de 1947 en la citada dirección, previamente avisada por los vecinos acerca de que los hermanos no daban señales de vida desde hacía bastante tiempo, no pudo franquear la puerta de entrada al encontrarse con enormes pilas de periódicos que la taponaban desde el suelo hasta el techo. Solicitada la ayuda de los bomberos de Nueva York, estos también fracasaron al intentar acceder a la vivienda a través de las ventanas pues también se encontraban absolutamente bloqueadas por ingentes y compactas montañas de papel y otros objetos. No hubo más remedio que realizar un agujero en la azotea del edificio para lograr introducirse en la vivienda de los hermanos.
Después de seis horas de atravesar angostísimos pasadizos a través de todo tipo de objetos, se encontró el cuerpo sin vida de uno de los hermanos, Homer, sentado en una silla. A pesar de la decenas de bomberos y policías involucrados en la búsqueda no se pudo encontrar el cuerpo del otro hermano, Langley, hasta 18 días después, el 8 de abril de 1947. Hubo para ello que remover y retirar 136 toneladas de material diverso. Sin embargo, el cadáver del segundo hermano apareció a escasos metros del primero.
El cuerpo de Langley apareció en gran parte comido por las ratas y bajo una cantidad ingente de libros, periódicos y otros objetos de todo tipo. Falleció aplastado por un derrumbe mientras intentaba acceder al rincón de la casa en donde se hallaba su hermano Homer para darle de comer pues este era paralítico además de ciego. Su hermano Homer, como la autopsia posterior reveló, falleció de hambre y sed en una lenta e interminable agonía.
El inventario de objetos que se encontraron enterrados en la vivienda incluía diez pianos de cola, coches, máquinas de rayos X, centenares de miles de periódicos, decenas de miles de libros, miles y miles de discos, entre otros artículos varios.
Los hermanos acumularon todos los periódicos emitidos en la Ciudad de Nueva York durante aproximadamente tres décadas y media. Si se tiene en cuenta que en dicha ciudad existían unos quince periódicos diarios, el total de periódicos acumulados ascendería a más 190 000. A Langley le preguntaron en una ocasión acerca de esa inexplicable manía de acumular periódicos. Contestó que los guardaba para que su hermano, ciego, los leyese cuando recuperase la vista y así se pusiese al día. Langley creía firmemente que Homer recuperaría la vista, y a tal efecto suministraba a su hermano unas cien naranjas a la semana, pues creía en ello como procedimiento infalible para lograrlo. Esta no es más que una de las decenas de extravagancias que adornaban a los hermanos.

## Familia y antecedentes
La historia de la mansión empezó en 1909, cuando Herman Collyer, ginecólogo, y su esposa Susie, cantante de ópera, se trasladaron a vivir al edificio de la esquina de la Quinta Avenida y la calle 128, en el barrio de Harlem, Nueva York, que por entonces era un barrio selecto. Herman Collyer ya mostraba un carácter excéntrico, pues tenía por costumbre ir a trabajar navegando en una canoa por el río Este de Nueva York. La pareja tuvo dos hijos: Homer, nacido en 1881 y quien estudió Derecho de Almirantazgo en la Universidad de Columbia, y Langley, nacido en 1885, que estudió Ingeniería en la misma universidad. Al morir sus padres heredaron una considerable fortuna que les permitió no tener que trabajar durante el resto de sus vidas.

## Repercusión
En las ciencias de la salud existe el llamado "síndrome de los hermanos Collyer", definido desde hace ya mucho tiempo y muy similar al ya conocido síndrome de Diógenes. De hecho se les suele citar en muchas publicaciones científicas de referencia como ejemplo paradigmático de trastorno obsesivo-compulsivo (TOC) (OCD, por sus siglas en inglés).
Existen libros e incluso un par de obras de teatro (The Dazzle, de Richard Greenberg, y Cuttler: The True History of The Collyer Brothers who never threw anything out, de Mark Saltzman) sobre los Collyer. El libro más conocido es Gosthy Men (The Strange but True Story of the Collyer Brothers and My Uncle Arthur, New York's Greatest Hoarders: An Urban Historical), de Franz Lidz. Ello aparte de múltiples apariciones en noticias del periódico The New York Times entre 1939 y 1947. Una referencia en concreto por ejemplo sería: The New York Times del 30 de septiembre de 1942, página 24, "Collyer mansion keeps its secrets" ("La mansión Collyer mantiene sus secretos").
En el 2009, el novelista estadounidense Edgar Lawrence Doctorow publicó una novela sobre la vida de los hermanos que lleva por título Homer y Langley. El libro se permite algunas licencias con respecto a la realidad, aunque básicamente refleja lo que fue la vida de los excéntricos hermanos.
En el 2012, el escritor colombiano Mario Mendoza publicó una obra titulada La importancia de morir a tiempo, y en uno de sus capítulos cuenta la historia de estos dos hermanos.